# Gooding (Idaho)
Gooding – miasto w Stanach Zjednoczonych, w stanie Idaho, siedziba administracyjna hrabstwa Gooding.